# Proteína MT5-MMP
La proteína MT5-MMP (membrane-type 5-matrix metalloproteinase), también conocida como MMP-24, es una proteína de la familia de las metaloproteinasas tipo membranal, que son enzimas dependientes de zinc que degradan las proteínas de la matriz extracelular.    
La MT5-MMP es la especie predominante entre las isoformas de tipo no gelatinasa en el cerebro. Se expresa con mayor fuerza en el cerebelo y se localiza en las estructuras membranosas de las neuronas que la expresan. 
En el cerebelo, su expresión está limitada a las regiones de neuroplasticidad; es decir, está relacionada con el desarrollo tisular y asociada a la formación de los árboles dendríticos de las células de Purkinje. Esto sugiere que la proteína MT5-MMP contribuye al desarrollo neuronal en etapas tempranas y a la regulación de procesos fisiopatológicos a edades avanzadas.
Los sustratos conocidos de la MT5-MPP son proMMP-2 (superficie de la célula), gelatina, fibronectina, laminina-1, CSPG, DSPG, KiSS-1, N-cadherina.
Hay evidencia de su papel en la patogénesis de la enfermedad de Alzheimer, tanto como precursora de la proteína amiloide como por favorecer la activación de factores proinflamatorios, como la interleucina IL-1β.

## Descubrimiento
La proteína MT5-MMP se aisló por primera vez de un glioblastoma y de un tejido cerebral de un ratón por un grupo de investigadores de dos laboratorios de la Universidad de Minnesota en Minneapolis el 1999. Mediante esta investigación, se descubrió que esta proteína tiene un papel esencial en la regulación de la remodelación de la matriz extracelular y que se encuentra mayoritariamente en las neuronas, pero a su vez, también en astrocitos y células microgliales endoteliales.
Gracias a su descubrimiento, las MT-MMPs pasaron a ser el conjunto más numeroso dentro de la familia de las metaloproteinasas. Además, se demostró que la alineación de su secuencia es muy cercana a la de la proteína MT3-MMP, seguido de la MT1- y MT2-MMPs (70% de aminoácidos idénticos en el dominio catalítico); mientras que con la MT4-MMP hay muy poca semejanza.
Finalmente, también se pudo conocer alguna de sus funciones como activar la progelatinasa A y su estructura, la cual sigue el modelo general de las demás MT-MMPs aunque contiene dos segmentos característicos (hinge y stem regions con motivos dibásicos). Aun así, actualmente es una proteína muy investigada y cada día se descubren nuevas aplicaciones y funciones.

## Estructura molecular y ubicación cromosómica del gen

### Estructura de la proteína

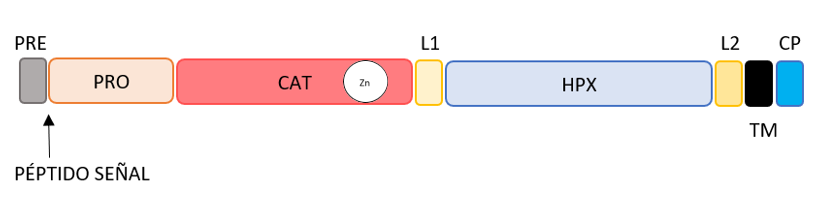
Figura 2: En esta imagen se encuentra representada la estructura de la proteína MT5-MTP con sus dominios característicos.

La proteína MT5-MMP tiene una estructura característica que es común en la familia de las metaloproteinasas de la matriz. Está constituida por tres dominios principales: el predominio (Pre), en el que se encuentra un péptido señal; el prodominio (Pro) y el sitio activo o dominio catalítico (Cat), que enlaza el Zinc. Como muchas MMP posee un dominio similar a la hemopexina (Hpx), que está unido al dominio catalítico por una región bisagra (hinge region), conocida como conector 1 (L1), y después esta región similar a la hemopexina se encuentra comunicada con una región de tallo (stalk region), nomenada conector 2 (L2). Además, al ser una proteína MT-MMP de tipo transmembrana, tiene un dominio transmembrana (TM), el cual es hidrofóbico, y un dominio citoplasmático corto (CP) después del conector 2.
Sin embargo, la estructura de MT5-MMP es única entre los miembros de esta familia debido a la presencia de una serie de secuencias repetidas en las regiones correspondientes al péptido señal y los dominios de propéptido de esta proteína. Estas repeticiones de trinucleótidos (CCG, CTG y GCG) generan tramos de ocho residuos de prolina (Pro) y seis residuos de leucina (Leu) en el péptido señal y seis residuos alanina (Ala) en el dominio del propéptido, y son la causa por la cual la región NH2-terminal de MT5-MMP es significativamente más larga en comparación a las MT-MMP restantes. Debido a que las reiteraciones de nucleótidos generalmente son polimórficas en el genoma humano a causa de su alta inestabilidad genética, será interesante examinar la posibilidad de que cualquiera de las repeticiones identificadas también sea polimórfica, dando lugar a variantes de proteínas MT5-MMP que podrían diferir en propiedades estructurales y/o funcionales.

Figura 3: Ideograma del cromosoma humano. Se encuentra resaltado el cromosoma 20, donde se localiza el gen que codifica la proteína MT5-MMP.

### Ubicación cromosómica del gen que codifica la proteinasa MT5-MMP
El gen MT5-MMP se encuentra en el cromosoma 20q11, una posición única entre todos los genes MT-MMP mapeados hasta la fecha. El hecho de que todos los miembros del mapa de la subfamilia MT-MMP se distribuyan en cromosomas distintos indica que, además de la duplicación de su supuesto ancestro común, los eventos de transposición a diferentes cromosomas han desempeñado un papel importante en la diversificación evolutiva de esta familia de genes, a diferencia de las MMP del grupo 11q22 que contiene al menos ocho miembros de la familia diferentes vinculados visualmente en una pequeña región del genoma humano. Curiosamente, se ha encontrado que la región 20q11.2 es un objetivo común de alteraciones genéticas en diversos tumores malignos. Por lo tanto, esta región es un sitio recurrente de rotura y translocación en el mieloma múltiple.

## Síntesis y expresión

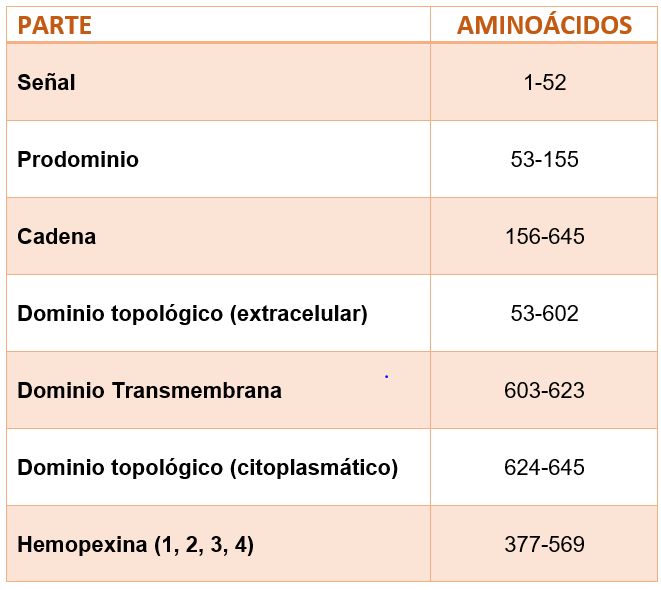
Figura 4: Tabla sobre las diferentes partes de la proteína MT5-MMP con su secuencia de aminoácidos correspondiente.

Se trata de una proteína glicosilada transmembrana de 645 aminoácidos que se sintetiza como una proenzima y su activación está relacionada con el motivo RXKR (se encuentra en todas las MT-MMPs entre el dominio catalítico y el prodominio). Este motivo es reconocido y dividido en el extremo carboxil, de manera que la proteína es activada por miembros de la familia de las proproteinas convertasas como por ejemplo la furina, localizada intercelularmente en la región Trans del Aparato de Golgi y que es dependiente del ion Ca2+.

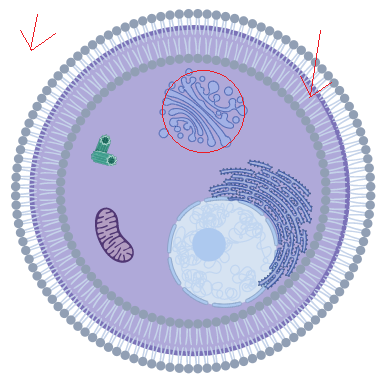
Figura 5: Imagen donde se observan los distintos compartimentos celulares o orgánulos en los que predomina la proteína MT5-MMP dentro de la célula (membrana plasmática, medio extracelular y Aparato de Golgi)

Posteriormente la proteína MT5-MMP es agrupada y entregada a la superficie celular donde es liberada de forma soluble por la franja proteolítica al espacio extracelular. La MT1-MMP también es secretada de la misma forma, por ese motivo, se cree que el desprendimiento es el mecanismo general entre este grupo de proteínas para aumentar su versatilidad. 
En segundo lugar, esta proteína se expresa generalmente en el sistema nervioso, aunque su nivel de expresión es muy restringido y suele ser inferior al de los demás MT-MMPs. Se analizaron varios tejidos y embriones de ratones en desarrollo utilizando RT-PCR y permitió ver que se encuentra en mayor medida en el cerebro, ya que se expresa en la raíz de los ganglios dorsales a través de nocireceptores peptidérgicos que contienen CGRP, y en los embriones entre los primeros 11-15 días. Aun así, su expresión empieza a aumentar en el cerebelo postnatalmente. Por otra parte, esta también se encuentra en el páncreas y en el riñón. Tanto en el cerebro, en el páncreas como en el riñón, la MT5-MMP está presente en mayor medida en el Aparato de golgi, en la membrana plasmática, en la matriz extracelular; mientras que en el núcleo y en el citoplasma la cantidad es menor.
Sin embargo, hoy en día se siguen realizando estudios para poder definir con exactitud su ubicación tanto en ratones y embriones, como en tejidos cancerosos y normales humanos.

## Función
La proteína MT5-MMP ha sido asociada a distintas funciones fisiológicas y patológicas. Al igual que todas las MMPs, una vez activada degrada una gran variedad de componentes de la matriz extracelular y un conjunto de distintas proteínas (incluyendo factores de crecimiento e inhibidores de proteasa). Aunque se conocen muchas funciones biológicas e interacciones funcionales, esta proteína aún es objeto de estudio por muchos grupos de investigación que pretenden comprender mejor sus finalidades en el organismo.
La proteína destaca entre las otras MT-MMP debido a su tendencia a desligarse de la superficie celular para convertirse en una proteinasa soluble. De esta forma, presenta dualidad como proteinasa unida a las células o soluble cuando interviene en procesos de remodelación de la matriz extracelular. Estas propiedades evidencian la importancia de la MT5-MMP en los procesos de remodelación de la matriz extracelular en el cerebro y durante el desarrollo embrionario. Asimismo, la proteína tiene múltiples coacciones y localizaciones en los compartimientos intracelulares y pericelulares que contribuyen en su amplia funcionalidad.

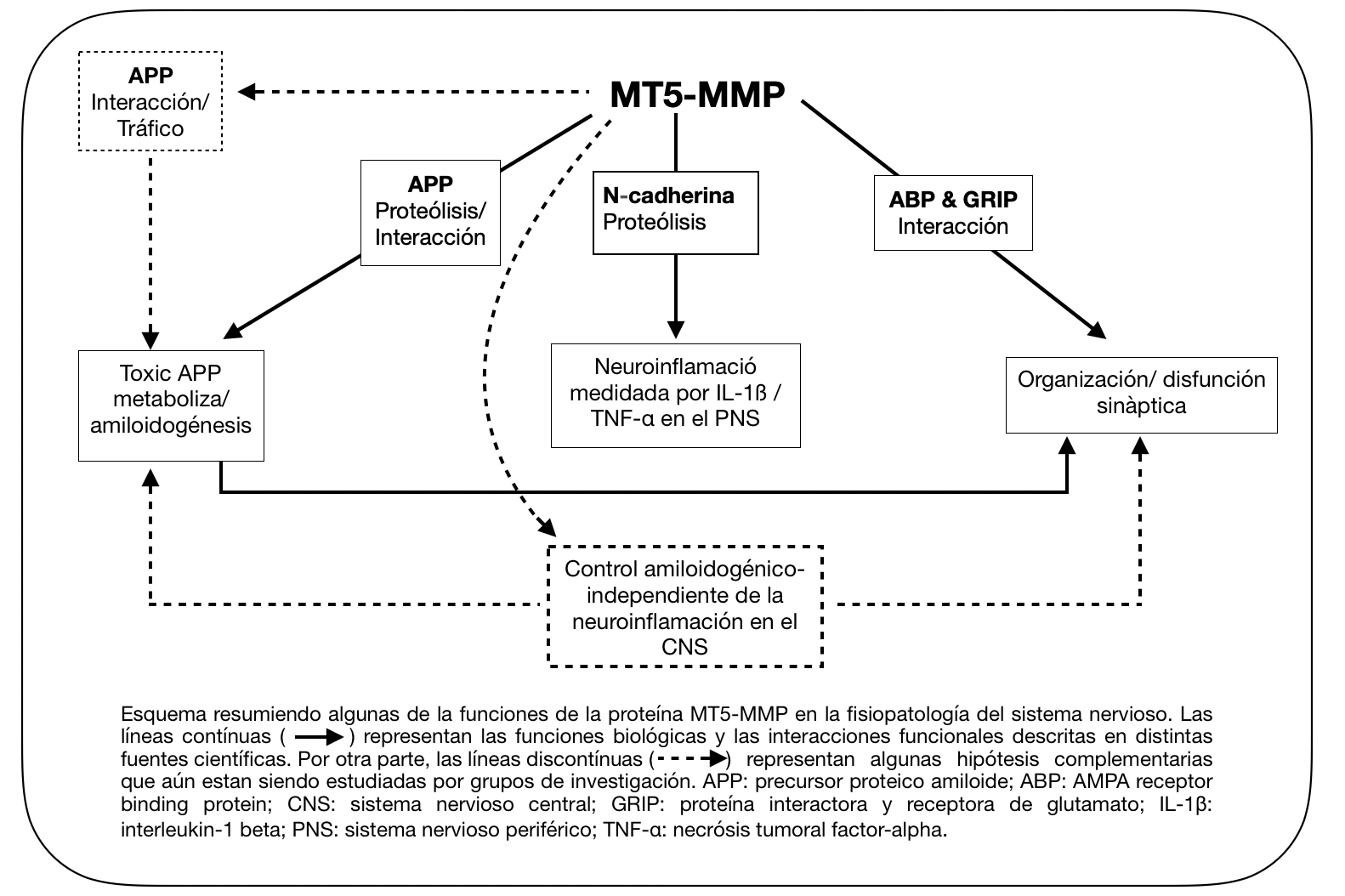
Figura 6: Esquema de las principales funciones descubiertas y en investigación de la proteína MT5-MMP.

Una de las funciones descubiertas más recientemente en un estudio científico, liderado por Isabel Fariñas, es que la proteína MT5-MMP "desbloquea" las células madre que se encuentran en el cerebro, de esta manera permite su activación para la creación de nuevas neuronas. En el caso de los adultos, encontramos este tipo de células ubicados en nichos donde se encuentran asociadas a células de su alrededor debido a una proteína llamada N-cadherina que actúa como lazo. La proteína  MT5-MMP se encarga de cortar el dominio de N-cadherina, que es el responsable del anclaje de células madre neuronales en ependimocitos en la zona murina subepedimal modulando su quiescencia. La escisión de N-cadherina mediada por MT5-MMP es requerida para la activación adecuada del sistema nervioso central cuando se encuentra bajo un estado fisiológico y regenerativo. Por otra parte, es prescindible en la regulación de la generación e identidad del SNC. Al eliminar la N-cadherina, MT5-MMP interfiere en el proceso de nocicepción térmica periférica y la hiperalgesia inflamatoria.
Es capaz de activar proteolíticamente a las moléculas de MMP-2 y las proteínas KiSS-1 (incluyendo la metastina decapéptida derivada de KISS-1), que en general promueven la progresión del cáncer. Asimismo, se ha evidenciado que la MT5-MMP es indispensable para la respuesta inflamatoria a la interleucina-1 beta (IL-1ß) y el factor de necrosis tumoral alfa (FNT-α) en el sistema nervioso periférico.
En un estudio realizado por un laboratorio japonés -donde se produjeron ratones mancantes de MT5-MMP mediante modificación genética dirigida- se pudo demostrar que esta proteína incita el dolor neuropático debido a que fomenta el brote axonal en la médula espinal después de una lesión del nervio ciático. Además se pudo observar que en estos ratones, al inyectar en el nervio ciático lesionado un marcador transganglionar de la toxina tipo B del cólera, hay un brote de las láminas III-VI del asta dorsal de la médula espinal a aferentes primarias de fibra Abeta mielinizadas y la lámina II queda invadida. Este descubrimiento sugiere que la MT5-MMP es imprescindible para el desarrollo de alodinia mecánica y es primordial en la plasticidad neuronal en este modelo de ratón.
Como muestra el gráfico de la derecha, en el A observamos que de los ratones de tipo salvaje retiran la pata  después de la estimulación mecánica para el lado lesionado (círculos negros) en una proporción menor si lo comparamos con el lado operado simuladamente (círculos blancos). Por lo que respecta al gráfico B, podemos visuializar que los ratones con deficiencia de MT5-MMP, no tienen ningún tipo de reducción en la sensibilidad mecánica en lo que dura el estudio de 28 días.
La MT5-MMP puede ser dirigida hacia la sinapsis debido a la interacción con proteínas que contienen dominios PDZ como la proteína de unión al receptor AMPA (ABP) y la proteína interactora y receptora de glutamato (GRIP).
Si nos centramos en enzimanología, MT5-MMP degrada distintos sustratos: proMMP-2, gelatina, fibronectina, laminina-1 y proteoglicano condroitín sulfato de manera eficiente. Para poder observar las propiedades enzimáticas de MT5-MMP, se realizó un estudio donde se comprobó la actividad que tenía la proteína sobre la gelatina indistintamente de la dosis. En los resultados se pudo observar que todos los sustratos de gelatina fueron completamente destruidos. La investigación también reveló que la actividad de la proteína se veía impedida por inhibidores como EDTA, BB94 y TIMP2, éstos además de bloquear la degradación del sustrato impedían la fragmentación de la propia enzima .
Además, MT5-MMP puede actuar como un activador de progelatinasa A unido a la membrana en aquellos tumores en los que se sobreexpresa, contribuyendo así a facilitar la invasión tumoral y la metástasis. Curiosamente, una encuesta de una serie de tumores cerebrales por su capacidad para producir MT5-MMP ha revelado que este gen se sobreexpresa significativamente en una serie de astrocitomas, astrocitomas anaplásicos y glioblastomas. En contraste, todos los meningiomas analizados mostraron niveles muy bajos o indetectables de transcripciones de ARN MT5-MMP. Otros estudios clínicos tratarán de evaluar la posibilidad de que la expresión de MT5-MMP pueda tener un papel crítico en la progresión del tumor cerebral, como ya se demostró para otros miembros de la familia MT-MMP sobreproducidos en diferentes tumores humanos como carcinomas de mama, pulmón carcinomas o carcinomas papilares de tiroides.

## Importancia en la medicina

### Alzheimer
En cuanto a su importancia en la medicina, cabe destacar que la MT5-MMP está directamente relacionada con la enfermedad de Alzheimer. La transformación de la proteína precursora beta amiloide (APP) en el péptido beta amiloide (Aβ) por el complejo β-secretasa y γ-secretasa se considera la base de la patogénesis de la enfermedad de Alzheimer (EA). La MT5-MMP está relacionada con la EA al ser una de las enzimas de escisión de APP. Se encarga de regular su metabolismo y por lo tanto su amiloidogénesis. Trabajar con esta vía proteolítica ha disminuido eficazmente la patología y el deterioro cognitivo en los modelos experimentales preclínicos de la enfermedad; no obstante, las estrategias terapéuticas basadas en los fármacos que alteran la actividad secretasa por ahora han fracasado en ensayos clínicos. 
La MT5-MMP fue detectada en neuronas y alrededor de placas neuríticas en el cerebro de pacientes de EA. Tras investigaciones se identificó la VLAN504-M505ISEPR (APP 695) como un sitio de escisión para la MT5-MMP, denominada luego ɳ-cleavage site. Asimismo, se ha comprobado que la MT5-MMP fomenta la patogénesis de la EA en el córtex frontal de ratones 5xFAD (transgenic mouse model of AD bearing 3 familial mutations on human APP and 2 on PSEN1 genes) y APP Trafficking in vitro. La escasez de MT5-MMP previene la patología amiloide en el córtex y en el hipocampo de ratones 5xFAD y mejora el resultado funcional. También se investigó la salud del córtex frontal en ratones de cuatro meses deficientes de la MT5-MMP. En ratones biógenos 5xFAD/MT5-MMP−/− no se presentaron dificultades en el aprendizaje, asociadas con disfunciones de la corteza frontal. Estos ratones presentaban reducciones del péptido beta amiloide (Aβ) y su precursor inmediato C99. Simultáneamente, los niveles de reactividad de astrocitos y el factor alfa de necrosis tumoral (TNF-α) también se redujeron al igual que los niveles de la proteína precursora amiloide (APP). Sin embargo, la falta de MT5-MMP no afectó la actividad de las secretasas β y γ. La inhibición de la MT5-MMP en la corteza frontal mejora los resultados funcionales y patológicos, por lo que podría convertirse en un nuevo objetivo terapéutico para mejorar el conocimiento que hay sobre la EA y sus mecanismos fundamentales.

### Células madre
En segundo lugar, en un estudio realizado con ratones en Bilbao (2014) se descubrió que la proteína MT5-MMP  también “desbloquea”  las células madre del cerebro, lo que permite generar nuevas para reemplazar las deterioradas.
Las células madre se encuentran adheridas a las células del nicho por la proteína N-cadherina que actúa como lazo entre ambas células y controla su quiescencia. Esta proteína puede ser cortada por la MT5-MMP, liberándose así las células madre del control de su entorno . Así se facilita la activación de las células madre y la producción de nuevas células. Por lo tanto, la N-cadherina se considera una diana molecular. Sin embargo, se debe tener en cuenta los riesgos de una activación de células descontrolada ya que puede derivar en la aparición de tumores.
Futuras investigaciones sobre la estructura del nicho de las células madre y los mecanismos que las mantienen unidas podrían suponer un avance en la búsqueda de nuevas vías terapéuticas contra enfermedades neurodegenerativas comunes como el Alzheimer o el Parkinson, o bien, contra daños causados por traumatismos o accidentes cerebrovasculares.

### Control del dolor
Finalmente, se sabe que las interacciones periféricas entre fibras nociceptivas y mastocitos contribuyen al dolor inflamatorio. Sin embargo, no se conocían los mecanismos que controlan la comunicación neuro-inmune. Tras investigaciones con ratones en 2009 publicadas en la revista Proceedings of the National Academy of Sciences of the United States of America, se descubrió que aquellos que presentaban deficiencias de la MMP-24 en células inflamatorias mostraban una mayor sensibilidad a los estímulos térmicos nocivos en condiciones basales al presentar un fenotipo de hiperinevacion cutánea. La neuronas sensoriales peptidéricas mutantes hiperinnervan la piel. Los ratones MMP-24-/- no desarrollan hiperalgesia térmica durante la inflamación, debido a alteraciones en las interacciones entre células mediadas por la N-cadherina entre mastocitos y las fibras sensoriales. Se concluyó que la MMP-24 es un mediador esencial de la nocicepción térmica periférica e hiperalgesia inflamatoria, y por lo tanto es un controlador del dolor. Posee un papel esencial en el desarrollo de sinapsis neuroinmunes dérmicas. 